# المار خیروف
المار خیروف (انگلیسی: Elmar Xeyirov؛ زادهٔ ۱۴ ژانویهٔ ۱۹۸۷) بازیکن فوتبال است.
از باشگاه‌هایی که در آن بازی کرده‌است می‌توان به باشگاه فوتبال سموراگون اشاره کرد.
وی همچنین در تیم ملی فوتبال زیر ۲۱ سال جمهوری آذربایجان بازی کرده‌است.